# Parma Associazione Calcio 1991-1992
Questa voce raccoglie le informazioni riguardanti il Parma Associazione Calcio nelle competizioni ufficiali della stagione 1991-1992.

## Stagione

Il capitano Lorenzo Minotti, il patron Calisto Tanzi, l'allenatore Nevio Scala e il presidente Giorgio Pedraneschi festeggiano la vittoria della Coppa Italia 1991-1992, primo importante trofeo nella storia parmense.

Nella stagione 1991-1992 il Parma ha ottenuto il primo successo in una manifestazione calcistica nazionale, vincendo per la prima volta la Coppa Italia. Il 6º posto del precedente campionato aveva qualificato i ducali per la Coppa UEFA, torneo in cui hanno esordito sfidando i bulgari del CSKA Sofia. I crociati sono stati subito eliminati, pareggiando (0-0) in trasferta e (1-1) ii 2 ottobre a Parma, estromessi dal torneo per la regola dei gol fuori casa. In questa stagione nel campionato la squadra ducale si è riconfermata, arrivando con 38 punti in settima posizione. Nel percorso entusiasmante della Coppa Italia il Parma ha eliminato nel secondo turno il Palermo, nel tezo turno la Fiorentina, nei Quarti il Genoa, in semifinale la Sampdoria, nel doppio confronto della finale la Juventus. Con 10 reti il miglior marcatore dei ducali è stato Alessandro Melli dei quali 4 in Coppa Italia e 6 centri in campionato.

## Divise e sponsor
Lo sponsor tecnico per la stagione 1991-1992 fu Umbro, mentre lo sponsor ufficiale fu Parmalat.
| Casa | Trasferta |

## Organigramma societario
Area direttiva
- Presidente: Giorgio Pedraneschi
- Direttore generale: Giambattista Pastorello
- Segretari: Sergio Canuti e Renzo Ongaro

Area tecnica
- Allenatore: Nevio Scala
- Allenatore in seconda: Vincenzo Esposito Di Palma
- Preparatore dei portieri: Ermes Fulgoni
- Preparatori atletici: Ivan Carminati, Vincenzo Pincolini e Adelio Diamante

## Rosa
| N. |                    | Ruolo | Calciatore                 |
| -- | ------------------ | ----- | -------------------------- |
|    | Italia (bandiera)  | P     | Marco Ballotta             |
|    | Brasile (bandiera) | P     | Cláudio Taffarel           |
|    | Italia (bandiera)  | D     | Luigi Apolloni             |
|    | Italia (bandiera)  | D     | Antonio Benarrivo          |
|    | Italia (bandiera)  | D     | Giovanni Bia               |
|    | Italia (bandiera)  | D     | Alberto Di Chiara (II)     |
|    | Italia (bandiera)  | D     | Cornelio Donati            |
|    | Belgio (bandiera)  | D     | Georges Grün               |
|    | Italia (bandiera)  | D     | Lorenzo Minotti (capitano) |
|    | Italia (bandiera)  | D     | Stefano Nava               |

| N. |                   | Ruolo | Calciatore          |
| -- | ----------------- | ----- | ------------------- |
|    | Italia (bandiera) | C     | Tarcisio Catanese   |
|    | Italia (bandiera) | C     | Stefano Cuoghi      |
|    | Italia (bandiera) | C     | Marco Osio          |
|    | Italia (bandiera) | C     | Ivo Pulga           |
|    | Italia (bandiera) | C     | Daniele Zoratto (I) |
|    | Italia (bandiera) | A     | Massimo Agostini    |
|    | Svezia (bandiera) | A     | Tomas Brolin        |
|    | Italia (bandiera) | A     | Alessandro Melli    |
|    | Italia (bandiera) | A     | Mario Lemme         |

## Risultati

### Serie A

#### Girone di andata
| Arbitro: | Sguizzato (Verona) |

|                 |           |          |
| Nava 63’ (aut.) | Marcatori | 89’ Osio |

| Arbitro: | Nicchi (Arezzo) |

|             |           |  |
| Minotti 33’ | Marcatori |  |

| Arbitro: | Cinciripini (Ascoli Piceno) |

|                     |           |                                 |
| Zola 20’ Careca 40’ | Marcatori | 14’ (aut.) Corradini 50’ Brolin |

| Arbitro: | Baldas (Trieste) |

|              |           |                  |
| Agostini 53’ | Marcatori | 46’ (aut.) Pulga |

| Arbitro: | D'Elia (Salerno) |

|             |           |           |
| Signori 70’ | Marcatori | 87’ Melli |

| Arbitro: | Lanese (Messina) |

|                      |           |                   |
| Minotti 13’ Grün 59’ | Marcatori | 57’ (rig.) Vialli |

| Arbitro: | Stafoggia (Pesaro) |

|                           |           |  |
| Gullit 59’ van Basten 81’ | Marcatori |  |

| Parma 27 ottobre 1991 8ª giornata | Parma            | 0 – 0 referto | Torino | Stadio Ennio Tardini\| Arbitro: \| Bazzoli (Merano) \| |
| Arbitro:                          | Bazzoli (Merano) |               |        |                                                        |

| Arbitro: | Pairetto (Nichelino) |

|                   |           |                  |
| Icardi 89’ (aut.) | Marcatori | 54’ (rig.) Prytz |

| Cagliari 17 novembre 1991 10ª giornata | Cagliari        | 0 – 0 referto | Parma | Stadio Sant'Elia\| Arbitro: \| Chiesa (Milano) \| |
| Arbitro:                               | Chiesa (Milano) |               |       |                                                   |

| Arbitro: | Trentalange (Torino) |

|            |           |                 |
| Cuoghi 31’ | Marcatori | 14’ Fontolan II |

| Arbitro: | Rosica (Roma) |

|  |           |           |
|  | Marcatori | 10’ Melli |

| Arbitro: | Quartuccio (Torre Annunziata) |

|                       |           |  |
| Aguilera 20’ Grün 87’ | Marcatori |  |

| Arbitro: | Beschin (Legnago) |

|                                    |           |              |
| Nela 15’ (aut.) Osio 55’ Melli 76’ | Marcatori | 12’ Di Mauro |

| Arbitro: | Luci (Firenze) |

|              |           |  |
| Baggio I 71’ | Marcatori |  |

| Arbitro: | De Angelis (Civitavecchia) |

|                       |           |  |
| Melli 55’ Minotti 59’ | Marcatori |  |

| Arbitro: | Lanese (Messina) |

|                    |           |          |
| Apolloni 1’ (aut.) | Marcatori | 49’ Grün |

#### Girone di ritorno
| Arbitro: | Stafoggia (Pesaro) |

|            |           |  |
| Brolin 42’ | Marcatori |  |

| Arbitro: | Pairetto (Nichelino) |

|               |           |                  |
| Fortunato 69’ | Marcatori | 28’ Di Chiara II |

| Arbitro: | Beschin (Legnago) |

|                           |           |                   |
| Melli 38’ (rig.) Grün 90’ | Marcatori | 21’ (rig.) Careca |

| Arbitro: | Ceccarini (Livorno) |

|  |           |                    |
|  | Marcatori | 19’ (aut.) Dezotti |

| Arbitro: | Amendolia (Messina) |

|                   |           |  |
| Agostini 30’, 55’ | Marcatori |  |

| Arbitro: | Collina (Viareggio) |

|                         |           |  |
| Orlando 67’ Mancini 90’ | Marcatori |  |

| Arbitro: | D'Elia (Salerno) |

|           |           |                                 |
| Melli 33’ | Marcatori | 48’, 76’ Simone 84’ (aut.) Grün |

| Torino 15 marzo 1992 25ª giornata | Torino             | 0 – 0 referto | Parma | Stadio Comunale\| Arbitro: \| Sguizzato (Verona) \| |
| Arbitro:                          | Sguizzato (Verona) |               |       |                                                     |

| Arbitro: | Ceccarini (Livorno) |

|            |           |  |
| Renica 39’ | Marcatori |  |

| Arbitro: | Fabricatore (Roma) |

|              |           |            |
| Agostini 45’ | Marcatori | 7’ Herrera |

| Milano 12 aprile 1992 28ª giornata | Inter           | 0 – 0 referto | Parma | Stadio Giuseppe Meazza\| Arbitro: \| Nicchi (Arezzo) \| |
| Arbitro:                           | Nicchi (Arezzo) |               |       |                                                         |

| Parma 18 aprile 1992 29ª giornata | Parma              | 0 – 0 referto | Atalanta | Stadio Ennio Tardini\| Arbitro: \| Sguizzato (Verona) \| |
| Arbitro:                          | Sguizzato (Verona) |               |          |                                                          |

| Arbitro: | Stafoggia (Pesaro) |

|                        |           |  |
| Minotti 64’ Brolin 78’ | Marcatori |  |

| Arbitro: | Trentalange (Torino) |

|                |           |  |
| Rizzitelli 75’ | Marcatori |  |

| Parma 10 maggio 1992 32ª giornata | Parma           | 0 – 0 referto | Juventus | Stadio Ennio Tardini\| Arbitro: \| Boggi (Salerno) \| |
| Arbitro:                          | Boggi (Salerno) |               |          |                                                       |

| Arbitro: | Beschin (Legnago) |

|                        |           |                                   |
| Troglio 4’ Maniero 45’ | Marcatori | 17’, 90’ (rig.) Catanese 51’ Grün |

| Arbitro: | Chiesa (Milano) |

|                   |           |               |
| Brolin 89’ (rig.) | Marcatori | 43’ Maiellaro |

### Coppa Italia

#### Turni preliminari
| Modena 28 agosto 1991 Secondo turno - andata | Parma           | 0 – 0 referto | Palermo | Stadio Alberto Braglia\| Arbitro: \| Chiesa (Milano) \| |
| Arbitro:                                     | Chiesa (Milano) |               |         |                                                         |

| Arbitro: | Ceccarini (Livorno) |

|              |           |                   |
| De Sensi 66’ | Marcatori | 1’ Grün 84’ Melli |

#### Fase finale
| Parma 29 ottobre 1991 Ottavi di finale - andata | Parma              | 0 – 0 referto | Fiorentina | Stadio Ennio Tardini\| Arbitro: \| Sguizzato (Verona) \| |
| Arbitro:                                        | Sguizzato (Verona) |               |            |                                                          |

| Arbitro: | Lanese (Messina) |

|               |           |            |
| Borgonovo 33’ | Marcatori | 63’ Brolin |

| Arbitro: | Sguizzato (Verona) |

|                          |           |  |
| Minotti 68’ Catanese 87’ | Marcatori |  |

| Arbitro: | Baldas (Trieste) |

|              |           |                                |
| Aguilera 10’ | Marcatori | 16’ (aut.) Signorini 53’ Melli |

| Arbitro: | Beschin (Legnago) |

|            |           |  |
| Brolin 50’ | Marcatori |  |

| Arbitro: | Amendolia (Messina) |

|                          |           |                        |
| Pari 77’ Vierchowod 120’ | Marcatori | 97’, 103’ (rig.) Melli |

| Arbitro: | Lo Bello (Siracusa) |

|                   |           |  |
| Baggio 23’ (rig.) | Marcatori |  |

| Arbitro: | Baldas (Trieste) |

|                    |           |  |
| Melli 45’ Osio 61’ | Marcatori |  |

### Coppa UEFA

#### Trentaduesimi di finale
| Sofia 19 settembre 1991 | CSKA Sofia | 0 – 0 referto | Parma | Stadion Balgarska Armija\| Arbitro: \| Lewis \| |
| Arbitro:                | Lewis      |               |       |                                                 |

| Arbitro: | Goethals |

|              |           |              |
| Agostini 72’ | Marcatori | 89’ Parushev |

## Statistiche

### Statistiche di squadra
| Competizione | Punti | In casa | In casa | In casa | In casa | In casa | In casa | In trasferta | In trasferta | In trasferta | In trasferta | In trasferta | In trasferta | Totale | Totale | Totale | Totale | Totale | Totale | DR  |
| Competizione | Punti | G       | V       | N       | P       | Gf      | Gs      | G            | V            | N            | P            | Gf           | Gs           | G      | V      | N      | P      | Gf     | Gs     | DR  |
| ------------ | ----- | ------- | ------- | ------- | ------- | ------- | ------- | ------------ | ------------ | ------------ | ------------ | ------------ | ------------ | ------ | ------ | ------ | ------ | ------ | ------ | --- |
| Serie A      | 38    | 17      | 8       | 8       | 1       | 21      | 11      | 17           | 3            | 8            | 6            | 11           | 17           | 34     | 11     | 16     | 7      | 32     | 28     | +4  |
| Coppa Italia |       | 5       | 3       | 2       | 0       | 5       | 0       | 5            | 2            | 2            | 1            | 7            | 6            | 10     | 5      | 4      | 1      | 12     | 6      | +6  |
| Coppa UEFA   |       | 1       | 0       | 1       | 0       | 1       | 1       | 1            | 0            | 1            | 0            | 0            | 0            | 2      | 0      | 2      | 0      | 1      | 1      | 0   |
| Totale       |       | 23      | 11      | 11      | 1       | 27      | 12      | 23           | 5            | 10           | 7            | 18           | 23           | 46     | 16     | 22     | 8      | 45     | 35     | +10 |

### Statistiche dei giocatori[8]
| Giocatore         | Serie A  | Serie A | Serie A     | Serie A    | Coppa Italia | Coppa Italia | Coppa Italia | Coppa Italia | Coppa UEFA | Coppa UEFA | Coppa UEFA  | Coppa UEFA | Totale   | Totale | Totale      | Totale     |
| Giocatore         | Presenze | Reti    | Ammonizioni | Espulsioni | Presenze     | Reti         | Ammonizioni  | Espulsioni   | Presenze   | Reti       | Ammonizioni | Espulsioni | Presenze | Reti   | Ammonizioni | Espulsioni |
| ----------------- | -------- | ------- | ----------- | ---------- | ------------ | ------------ | ------------ | ------------ | ---------- | ---------- | ----------- | ---------- | -------- | ------ | ----------- | ---------- |
| M. Agostini       | 30       | 4       | ?           | ?          | 9            | 0            | ?            | ?            | 2          | 1          | ?           | ?          | 41       | 5      | ?           | ?          |
| L. Apolloni       | 32       | 0       | ?           | ?          | 9            | 0            | ?            | ?            | 2          | 0          | ?           | ?          | 43       | 0      | ?           | ?          |
| M. Ballotta       | 1        | 0       | ?           | ?          | 7            | -5           | ?            | ?            | -          | -          | -           | -          | 8        | -5     | 0+          | 0+         |
| A. Benarrivo      | 30       | 0       | ?           | ?          | 9            | 0            | ?            | ?            | 2          | 0          | ?           | ?          | 41       | 0      | ?           | ?          |
| G. Bia            | 1        | 0       | ?           | ?          | -            | -            | -            | -            | -          | -          | -           | -          | 1        | 0      | 0+          | 0+         |
| T. Brolin         | 34       | 4       | ?           | ?          | 8            | 2            | ?            | ?            | 2          | 0          | ?           | ?          | 44       | 6      | ?           | ?          |
| T. Catanese       | 20       | 2       | ?           | ?          | 8            | 1            | ?            | ?            | -          | -          | -           | -          | 28       | 3      | 0+          | 0+         |
| S. Cuoghi         | 31       | 1       | ?           | ?          | 8            | 0            | ?            | ?            | 2          | 0          | ?           | ?          | 41       | 1      | ?           | ?          |
| A. Di Chiara (II) | 31       | 1       | ?           | ?          | 7            | 0            | ?            | ?            | 1          | 0          | ?           | ?          | 39       | 1      | ?           | ?          |
| C. Donati         | 4        | 0       | ?           | ?          | 3            | 0            | ?            | ?            | -          | -          | -           | -          | 7        | 0      | 0+          | 0+         |
| G. Grün           | 33       | 4       | ?           | ?          | 8            | 1            | ?            | ?            | 2          | 0          | ?           | ?          | 43       | 5      | ?           | ?          |
| A. Melli          | 30       | 6       | ?           | ?          | 9            | 5            | ?            | ?            | 2          | 0          | ?           | ?          | 41       | 11     | ?           | ?          |
| L. Minotti        | 33       | 4       | ?           | ?          | 10           | 1            | ?            | ?            | 2          | 0          | ?           | ?          | 45       | 5      | ?           | ?          |
| S. Nava           | 19       | 0       | ?           | ?          | 7            | 0            | ?            | ?            | 2          | 0          | ?           | ?          | 28       | 0      | ?           | ?          |
| M. Osio           | 26       | 2       | ?           | ?          | 9            | 1            | ?            | ?            | 1          | 0          | ?           | ?          | 36       | 3      | ?           | ?          |
| I. Pulga          | 15       | 0       | ?           | ?          | 5            | 0            | ?            | ?            | 2          | 0          | ?           | ?          | 22       | 0      | ?           | ?          |
| C. Taffarel       | 34       | -28     | ?           | ?          | 3            | -1           | ?            | ?            | 2          | -1         | ?           | ?          | 39       | -30    | ?           | ?          |
| D. Zoratto (I)    | 32       | 0       | ?           | ?          | 10           | 0            | ?            | ?            | 2          | 0          | ?           | ?          | 44       | 0      | ?           | ?          |